# Vojislav Koštunica

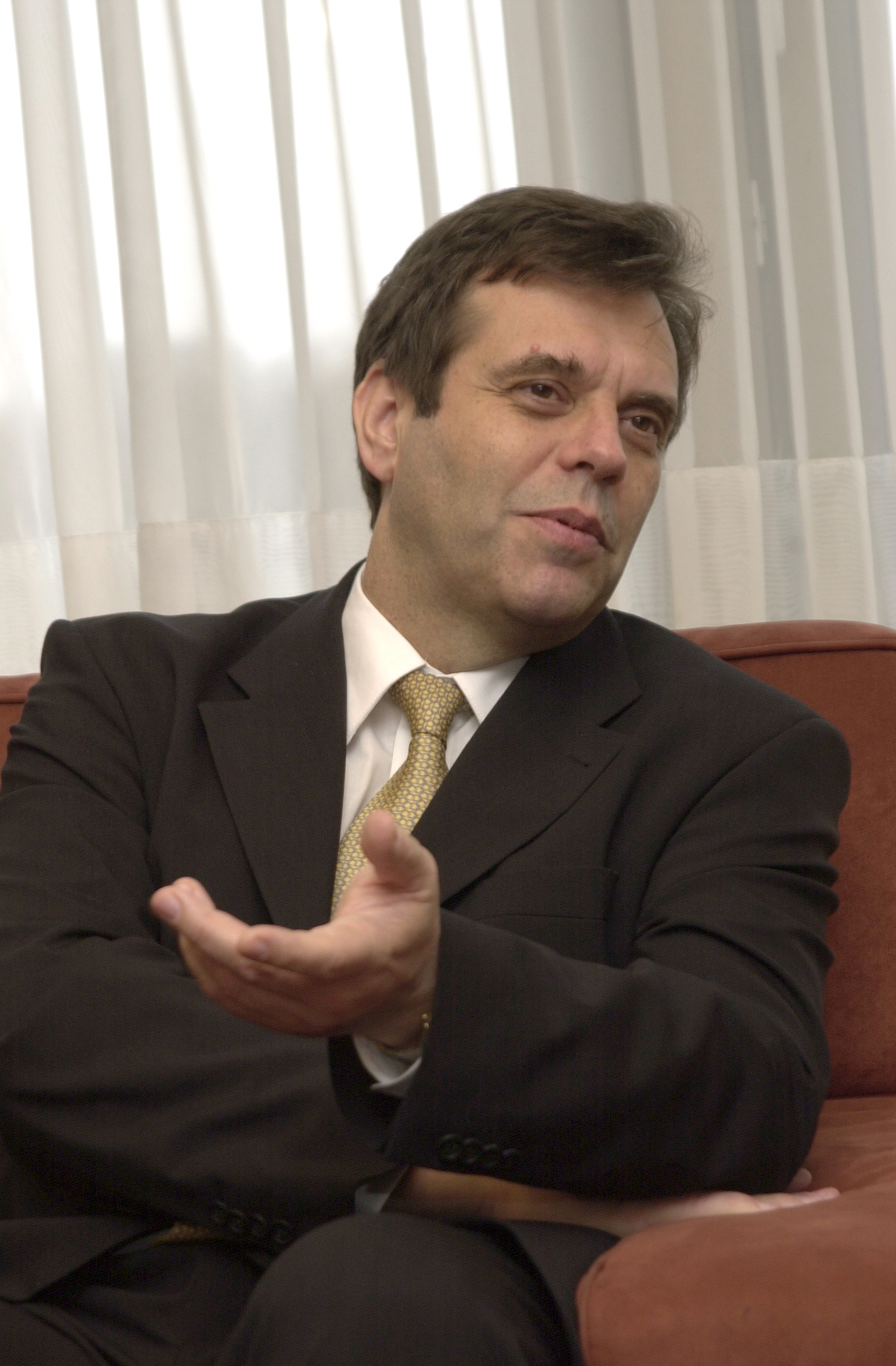
Vojislav Koštunica (2001)

Vojislav Koštunica (serbisch-kyrillisch Војислав Коштуница, Aussprache des Namensⓘ; * 24. März 1944 in Belgrad) ist ein serbischer Rechtsanwalt und Politiker bzw. Vorsitzender der Demokratischen Partei Serbiens. Vom 7. Oktober 2000 bis zum 7. März 2003 war er Präsident der Bundesrepublik Jugoslawien und von 2004 bis 2008 Premierminister Serbiens.

## Leben
Koštunica stammt aus einer Belgrader Anwaltsfamilie, sein Vater Jovan Koštunica war Richter im Königreich Jugoslawien. Der Familienname Koštunica leitet sich von dem serbischen Dorf Koštunici im Landkreis Gornji Milanovac her, aus welchem sein Urgroßvater Jovan Damjanović stammte. Dieser war ein Berater des legendären serbischen Fürsten Miloš Obrenović und wurde von diesem nach seinem Herkunftsort Koštunici fortan Koštunica genannt.
Vojislav Koštunica beendete sein Studium an der Belgrader rechtswissenschaftlichen Fakultät mit einer Promotion und wurde dann Assistent an der Universität Belgrad. Später arbeitete er am Belgrader Sozialwissenschaftlichen Institut über Parteienpluralismus und engagierte sich in einem Dissidenten-Ausschuss für die Meinungsfreiheit.
Im Jahre 1974 wurde Vojislav Koštunica aus politischen Gründen als Universitätsdozent entlassen, da er eine Deklaration unterzeichnet hatte, die sich gegen die damals neuverabschiedete Verfassung Jugoslawiens und die darin festgeschriebene verwaltungsrechtliche Herauslösung der Provinz Kosovo aus der damaligen Teilrepublik Serbien richtete. 
Koštunica gehörte nie der jugoslawischen KP an. Im Jahr 1989 zählte er mit Zoran Đinđić zu den Mitgründern der Demokratischen Partei (DS). 1990 wurde er ins serbische Parlament gewählt. 
1992 gründete er die Demokratische Partei Serbiens (DSS). Entscheidend für die Abspaltung der DSS von der DS war die von Koštunica propagierte Unterstützung der bosnischen Serben unter Radovan Karadžić während des Bürgerkrieges in Bosnien von 1992 bis 1995.
2000 wurde er als Kandidat des aus 18 Parteien gebildeten Wahlbündnisses Demokratische Opposition Serbiens (DOS) für die Präsidenten- und Parlamentswahl am 24. September 2000 nominiert. Nach der Wahl erklärten regierungsamtliche Stellen Koštunica mit 48,22 Prozent aller Stimmen zum Wahlsieger. Da er aber nicht die absolute Mehrheit erhalten hatte, ordnete die Wahlkommission zunächst für den 8. Oktober eine Stichwahl zwischen ihm und Amtsinhaber Milošević an, was von der DOS als Wahlbetrug betrachtet wurde. Nach tagelangen Auseinandersetzungen über den Wahlausgang war es zu Massenprotesten, einem Generalstreik und zur Annullierung des Wahlergebnisses gekommen. Durch einen friedlichen Volksaufstand wurde das Regime von Slobodan Milošević am 5. Oktober 2000 gestürzt und Koštunica als gewählter Präsident gefeiert. Jedoch stellte Koštunica klar: „Niemals wird Milosevic an Den Haag ausgeliefert!“ Er begrüßte seine Landsleute mit den Worten: „Guten Abend, befreites Serbien - heute schreiben wir Geschichte.“
Koštunica war auch während seiner Regierungszeit der wichtigste Schutz des mutmaßlichen Kriegsverbrechers Ratko Mladić vor dessen Verhaftung. Das berichtete die kroatische Tageszeitung Jutarnji list am 28. Mai 2011 unter Berufung auf Depeschen der US-Botschaft in Belgrad, die von der Enthüllungsplattform Wikileaks veröffentlicht worden waren und in denen Koštunica beschuldigt werde. Danach habe die serbische Regierung seit 2006 genau gewusst, wo sich Mladić versteckt hielt. Der Zugriff sei jedoch durch Koštunica verweigert worden.

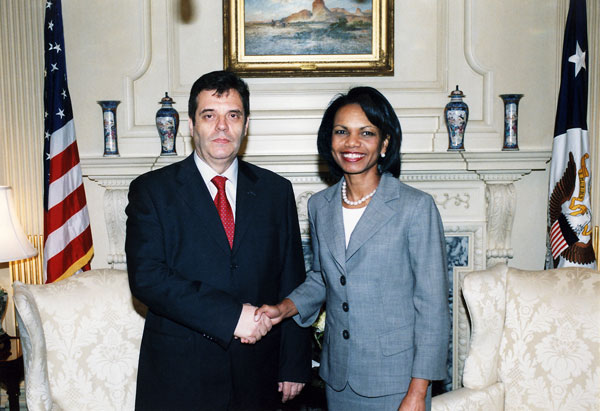
Koštunica mit Condoleezza Rice 2006 in Washington, D.C.

Im August 2001 kam es zum Bruch mit dem demokratischen DOS-Bündnis, vor allem mit der Partei Zoran Đinđićs, der DS, weil Koštunica diese beschuldigte aktiv mit kriminellen Elementen zusammenzuarbeiten, aber auch wegen der Auslieferung von serbischen Staatsbürgern ins Ausland, was die serbische Gesetzgebung verbietet, jedoch trotzdem im Fall Milošević und weiteren Fällen unter Druck der DS und späteren Mitgliedern der LDP durchgeführt wurde.
Als Staatspräsident wurde er 2003 von Svetozar Marović (DPS) abgelöst. Koštunica war seitdem Premierminister Serbiens in einer Koalition mit Boris Tadićs DS. Nach der Unabhängigkeitserklärung des Kosovo im Februar 2008 und deren Anerkennung durch die Mehrheit der EU-Staaten rückte Koštunica vom gemeinsamen Kurs der Annäherung Serbiens an die Europäische Union ab und forderte faktisch einen Abbruch der Beziehungen. Dies belastete die Koalition mit der nach wie vor westlich orientierten DS so sehr, dass Koštunica am 8. März 2008 seinen Rücktritt ankündigte. Auf einer Pressekonferenz sagte er, er glaube nicht mehr an eine Zukunft der Regierungskoalition, da die Partei Tadićs nicht ernsthaft eine Rückkehr des Kosovo in den serbischen Staatsverband anstrebe. Am 7. Juli 2008 übergab er das Mandat an seinen Nachfolger Mirko Cvetković.

## Familie
Koštunica ist verheiratet mit der Anwältin Zorica Radović.